# Принуждение к миру

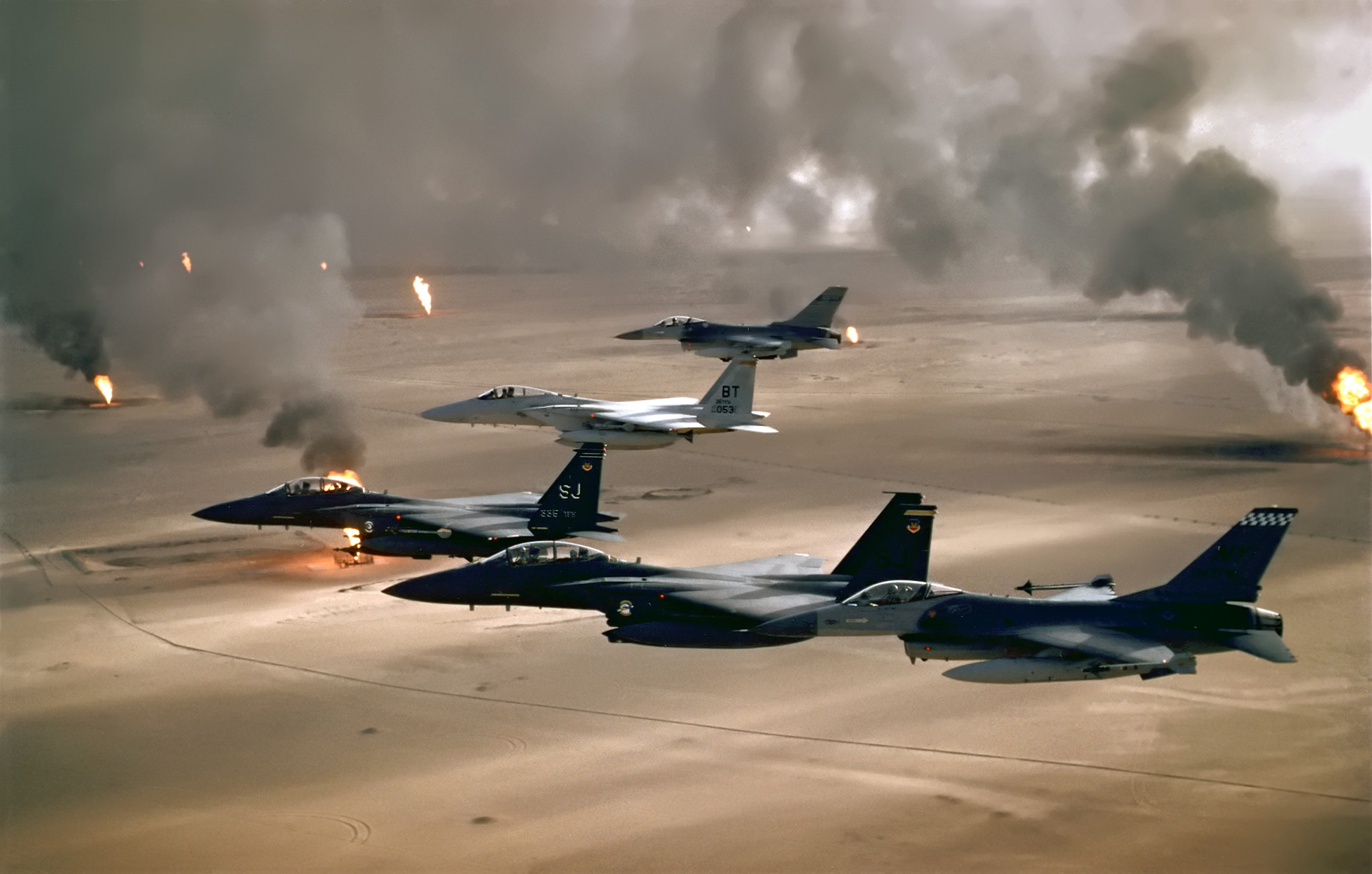
Война в Персидском заливе является примером выполнения ООН своей резолюции, предписывающей вывод иракских войск из Кувейта в 1991 году.

Принуждение к миру — действия, предпринимаемые для прекращения межгосударственного или внутригосударственного вооружённого конфликта не вовлечённым в него государством или группой государств. 
Принуждение к миру могут осуществляться как без использования вооружённых сил (экономические, правовые, финансовые санкции и иные), так и с использованием вооружённых сил (так называемые «операции по принуждению к миру»).
В наставлении Объединенного комитета начальников штабов США от 1995 года миротворческие операции подразделяются на два вида:
- операции по поддержанию мира;
- операции по принуждению к миру.

Разница между ними заключается в том, что операции по поддержанию мира проводятся с согласия всех основных конфликтующих сторон и направлены на контроль и выполнение уже достигнутых соглашений о прекращении огня, а операции по принуждению к миру проводятся с целью создания обстановки для перемирия или прекращения огня. Они могут включать операции по восстановлению порядка, насильственное разведение воюющих сторон, установление запретных зон и контроль за их соблюдением.
Принуждение к миру не предполагает согласия враждующих сторон на вмешательство. В ходе операций по принуждению к миру вооружение и военная техника могут использоваться не только в целях самообороны, но и для уничтожения военных объектов и вооружённых группировок, участвующих в конфликте. Два самых ярких примера принуждения к миру — это Корейская война и Война в Персидском заливе, в которых принимали силы коалиции ООН во главе с США.
Международно-правовым основанием проведения операций по принуждению к миру может быть решение Совета Безопасности ООН, принятое на основании главы VII Устава ООН, предусматривающей принудительные действия (меры) в случае угрозы миру. Однако на практике подобные операции осуществлялись и без санкции Совета Безопасности ООН. Примерами таких операций называются действия НАТО в Боснии в 1995 году, бомбардировки Югославии авиацией стран НАТО в 1999 году в связи с конфликтом в Косово и вмешательство России в конфликт в Южной Осетии в августе 2008 года. Во всех случаях обоснованность подобного вмешательства, как и самой формулировки «принуждение к миру», становилась предметом ожесточённых споров в мире.